# Kai Arne Engelstad
Kai Arne Engelstad (* 21. Dezember 1954 in Oslo) ist ein ehemaliger norwegischer Eisschnellläufer.
Engelstad galt zwischen 1975 und 1984 als einer der Weltklassesprinter dieser Zeit. Bereits in seiner ersten Weltcup-Saison 1976 konnte er sich für die Olympischen Winterspiele in Innsbruck qualifizieren, nahm aber auf Grund einer Erkältung nicht teil. Bei der Sprint-WM im gleichen Jahr belegte er Rang 5, erreichte aber über zwei Einzelstrecken (500 m, 1000 m) eine Podestplatzierung. Im Jahr darauf belegte er Rang 8, nachdem er im zweiten Lauf über 500 Meter auf dem 2. Platz landete. In den Jahren 1979 und 1980 erreichte er die Plätze 7 und 5. Ebenfalls 1980 trat Engelstad bei den Olympischen Winterspielen in Lake Placid an. Im Rennen über 500 Meter belegte er den 16. Rang. Sein erfolgreichstes Jahr war 1984. Er gewann bei den Olympischen Winterspielen in Sarajevo die Bronzemedaille über 1000 Meter und erreichte über 500 Meter und 1500 Meter die Plätze 18 und 12. Im gleichen Jahr wurde er ebenfalls Dritter bei der Sprintweltmeisterschaft, nachdem er auch beide Läufe über 1000 Meter als Drittplatzierter beendete. Außerdem wurde Engelstad 1984 das dritte Mal (nach 1977 und 1983) in seiner Karriere norwegischer Meister im Sprint.
Nach dem Ende seiner aktiven Karriere arbeitete Engelstad als Wirtschaftsberater.

## Persönliche Bestzeiten
| Strecke  | Zeit         | Datum             | Ort       |
| -------- | ------------ | ----------------- | --------- |
| 00300 m  | 24,50 s      | 20. Februar 1982  | Hol       |
| 00500 m  | 38,14 s      | 3. März 1984      | Trondheim |
| 00700 m  | 53,77 s      | 20. Februar 1982  | Hol       |
| 01.000 m | 1:14,69 min  | 17. März 1983     | Almaty    |
| 01.500 m | 1:59,46 min  | 14. Januar 1984   | Kongsberg |
| 03.000 m | 4:23,00 min  | 17. November 1978 | Inzell    |
| 05.000 m | 7:40,16 min  | 14. Januar 1984   | Kongsberg |
| 10.000 m | 17:32,30 min | 15. März 1984     | Oslo      |